# Medalha Harry H. Hess
A  Medalha Harry H. Hess  é uma   recompensa científica  concedida  pela  União Geofísica Americana .  A distinção é conferida para honrar realizações proeminentes na pesquisa da constituição e da evolução do planeta Terra e de sua irmã.
A medalha foi instituída em 1984  em homenagem ao  geólogo norte-americano Harry Hammond Hess (1906-1969)  pelas importantes contribuições à geologia, à mineralogia e à geofísica. Na União Geofísica Americana foi presidente da seção de Geodesia ( 1950-1953) e da seção de Tectonofísica ( 1956-1959), e foi professor de geologia na Universidade de Princeton durante 30 anos.

## Laureados[1]
- 1985 - Gerald J. Wasserburg
- 1987 - Julian R. Goldsmith
- 1989 - A.G.W. Cameron
- 1991 - George W. Wetherill
- 1993 - Alfred E. Ringwood
- 1995 - Edward Anders
- 1996 - Thomas J. Ahrens
- 1997 - Stanley Hart
- 1998 - David J. Stevenson
- 1999 - Ikuo Kushiro
- 2001 - Albrecht W. Hofmann
- 2002 - Gerald Schubert
- 2003 - David L. Kohlstedt
- 2004 - Adolphe Nicolas
- 2005 - Sean C. Solomon
- 2006 - Alexandra Navrotsky
- 2007 - Michael John O’Hara
- 2008 - H. Jay Melosh
- 2009 - Frank M. Richter
- 2010 - David Walker
- 2011 - Henry Dick
- 2012 - Maria T. Zuber
- 2013 - Bernard Wood
- 2014 - Donald DePaolo
- 2015 - Claude P. Jaupart
- 2016 - Alex Halliday